# 津田工業
津田工業株式会社（つだこうぎょう かぶしきがいしゃ）は、愛知県刈谷市幸町1丁目1番地1に本社を置く自動車部品メーカー。

## 概要
自動車部品の開発・設計・製造・販売を行っている。1934年（昭和9年）12月創業、1948年（昭和23年）7月設立。トヨタグループ（トヨタ系）企業である。

## 沿革
- 1934年（昭和9年）12月 - 津田鉄工所創業[1]。
- 1948年（昭和23年）7月 - 株式会社津田鉄工所設立[1]。
- 1966年（昭和41年）4月 - 津田工業株式会社に社名変更[1]。
- 1971年（昭和46年）7月 - トヨタ自動車とデンソーから資本導入[1]。
- 1999年（平成11年）3月 - ISO9001認証取得[1]。
- 1999年（平成11年）11月 - ISO14001認証取得（豊川工場）[1]。
- 2005年（平成17年）3月 - ISO9001 2000年度版認証取得（全社）[1]。
- 2025年（令和7年） - 刈谷市から豊川市に本社移転予定[3][2]。敷地は豊川海軍工廠平和公園に隣接する名古屋大学太陽地球環境研究所豊川分室跡地[3]。

## 受賞
- 1977年（昭和52年）12月 - トヨタ品質管理賞優良賞
- 1987年（昭和62年）12月 - トヨタ品質管理賞優秀賞
- 1991年（平成3年）1月 - トヨタ原価・軽量化優秀賞
- 2000年（平成12年）2月 - トヨタ技術開発賞
- 2006年（平成18年）4月 - 協豊会安全衛生活動「安全トヨタ賞」
- 2008年（平成20年）2月 - トヨタ品質管理賞優秀賞
- 2010年（平成22年）3月 - 協豊会安全衛生活動 「会長賞」
- 2011年（平成23年）3月 - 協豊会安全衛生活動「安全トヨタ賞」
- 2012年（平成24年）3月 - 協豊会安全衛生活動 「会長賞」

## 拠点

### 国内拠点
本社・刈谷工場
- 所在地：愛知県刈谷市幸町1丁目1番地1
- 敷地面積：25,200平方メートル

豊川工場
- 所在地：愛知県豊川市東上町土橋80番地
- 敷地面積：166,100平方メートル
- 1970年（昭和45年）10月稼動。1990年（平成2年）12月第3工場完成。2006年（平成18年）4月第4工場完成。2007年（平成19年）8月第4工場第2期工事完成。

富山工場
- 所在地：富山県南砺市神成856番地
- 敷地面積：42,800平方メートル
- 1998年（平成10年）1月稼働。

### 海外拠点
タイ
- M&T Allied Technologies Co.,Ltd（MTAT社）
- 2001年（平成13年）7月設立。2002年（平成14年）11月稼働。2005年（平成17年）8月新工場に拡張移転。

中国
- 津田（天津）精密工業有限公司
- 2005年（平成17年）11月設立。2006年（平成18年）12月稼働。2011年（平成23年）1月新工場設立。2012年（平成24年）2月新工場稼働。

インドネシア
- PT. MTAT INDONESIA（MTI社）
- 2012年（平成24年）7月設立。

アメリカ合衆国
- TSUDA USA CORPORATION（TUC社）

### 関連会社
株式会社マインツ
- 所在地：愛知県刈谷市青山町2丁目158番地3

ツダメンテナンス株式会社
- 所在地：愛知県豊川市東上町土橋80番地（津田工業株式会社豊川工場内）